# عجلة مشتعلة تمر فوقنا
عجلة مشتعلة تمر فوقنا ديوان للشاعرة الأمريكية لويز غليك ،الحائزة على جائزة نوبل في الأدب عام 2020 .صدرت ترجمة عن منشورات الجمل بترجمة من المترجم سامر أبو هواش 

## قصائد الديوان
- ليلة الشتاء
- حديقة إيروس
- الانفصال
- الحنين
- البيت المهجور
- أغنية إلى النفس

## اقتباسات من الديوان
"في النهاية، من لا يبقى معه شيء... يفوز."

 "من الآن فصاعدًا، الصمت الذي تنتقل فيه هو صوتي الذي يسعى وراءك." 
"أكذب إذا قلت أنني لا أعرف الخوف. أخاف المرض، الإذلال. ومثل الجميع، لديّ أحلامي، لكنني تعلمت إخفاءها." 

 "ينبغي أن أعلمك أن تحبنيّ. ينبغي تعليم البشر أن يعيشوا الصمت والعتمة."

## أسلوب الديوان
يمتاز ديوان عجلة مشتعلة تمر فوقنا بأسلوب شعري كثيف يقترب من النثر التأملي، حيث تتداخل الصور الشعرية البسيطة مع الأفكار المعقّدة في بنية تتجاوز الشكل التقليدي للقصيدة. توظّف لويز غليك عناصر من الطبيعة والذاكرة الشخصية لصياغة عالم داخلي عميق تتخلله ثيمات الاغتراب والتوق إلى المعنى، مما يمنح قصائد الديوان طابعًا سرديًا خافتًا يرتكز على البوح والتحليل النفسي. ويُلاحظ أيضًا استخدام الجُمل القصيرة والمباشرة، التي تحمل في طياتها طبقات من الدلالة والرمزية، ما يجعل قراءة الديوان تجربة تأملية فريدة تُحفّز على إعادة التفكير في اليومي والمألوف.